# Các địa bàn quân sự của Quân Giải phóng miền Nam Việt Nam

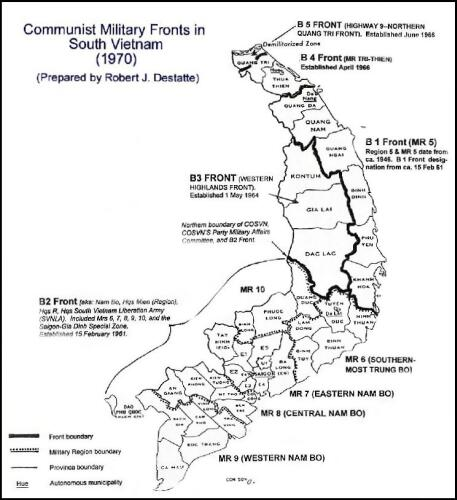
Các mặt trận (B) và quân khu (MR) của Quân giải phóng Miền Nam Việt Nam (năm 1970)

Trong chiến tranh Việt Nam, mặt trận (địa bàn quân sự) là hình thức bố trí binh lực đồng thời là không gian tác chiến của các đơn vị Quân đội nhân dân Việt Nam trong đó có Quân Giải phóng miền Nam Việt Nam Về danh nghĩa, các lực lượng quân sự chiến đấu chống chính phủ Việt Nam Cộng hòa, quân đội Mỹ và Đồng minh, ở phía Nam vĩ tuyến 17, được đặt dưới sự chỉ huy của Bộ Tư lệnh Quân Giải phóng miền Nam Việt Nam. Tuy nhiên, về thực tế chiến trường, Bộ Tổng tư lệnh Quân đội Nhân dân Việt Nam trực tiếp chỉ đạo các mặt trận từ Khánh Hòa đến vĩ tuyến 17, chiến đấu dưới danh nghĩa Quân Giải phóng miền Nam Việt Nam. Các mặt trận từ Ninh Thuận đến Cà Mau do Bộ Tư lệnh Quân Giải phóng miền Nam Việt Nam chỉ đạo tác chiến.

## Lịch sử
Trong kế hoạch chỉ đạo tác chiến và xây dựng lực lượng vũ trang nhân dân hình thành từ năm 1960, các khu vực tác chiến quân sự được đặt theo các tên gọi quy ước A: miền Bắc, B: miền Nam, C: Lào và Đ, sau đổi thành K: Cam pu chia. Năm 1961, Bộ Chính trị và Quân ủy Trung ương Đảng Lao động Việt Nam đã thông qua kế hoạch này.
Theo đó, trên khắp bán đảo Đông Dương được phân thành nhiều mặt trận chính, có sự tham gia tác chiến của lực lượng quân sự chủ lực, như tại miền Nam Việt Nam được phân thành B1 (từ Khánh Hòa đến vĩ tuyến 17) do Bộ Tổng tư lệnh Quân đội Nhân dân Việt Nam trực tiếp chỉ đạo tác chiến và B2 (từ Ninh Thuận đến Cà Mau) do Ban quân sự lực lượng vũ trang ở miền Nam chỉ đạo tác chiến. Ngoài ra, Quân uỷ Trung ương và Bộ Tổng tham mưu còn có thể thành lập các mặt trận lâm thời trên các hướng quan trọng trong mỗi chiến cục hoặc chiến dịch.
Trừ B1 và B2, các mặt trận đều do Đảng ủy mặt trận và Bộ Tư lệnh mặt trận lãnh đạo. Ngoài ra trên toàn bộ chiến trường miền Nam còn tổ chức thành các quân khu, do Khu ủy và Bộ Tư lệnh quân khu lãnh đạo, tác chiến chủ yếu bởi lực lượng quân sự địa phương. Về nguyên tắc, các mặt trận (B) do Quân ủy Trung ương và Bộ Tổng tham mưu QĐNDVN trực tiếp chỉ đạo; các khu do Quân uỷ miền và Bộ Tư lệnh Miền (Quân Giải phóng miền Nam Việt Nam) trực tiếp chỉ đạo nhưng vẫn có sự phối hợp với các B do Quân uỷ Trung ương và Bộ Tổng tham mưu QĐNDVN giao nhiệm vụ. Tuỳ tình hình chiến sự, Quân uỷ Trung ương và Bộ Tổng tham mưu QĐNDVN có thể cử các đại diện của mình đến các B hoặc các khu để phối hợp tác chiến.
Trong suốt chiến tranh Việt Nam, tùy theo giai đoạn và hình thái chiến tranh, các mặt trận và các quân khu được điều chỉnh và thay đổi cho phù hợp:
Ban đầu (1961), trên chiến trường miền Nam chỉ gồm 2 mặt trận B1 với 1 quân khu và B2 với 5 quân khu. Đến giữa năm 1966 đã phân thành 5 mặt trận (B) với 7 quân khu.
Bên cạnh đó, một số mặt trận lâm thời trên các hướng quan trọng trong mỗi chiến cục hoặc chiến dịch như Mặt trận B.702 (Đường 9-Nam Lào năm 1971), Mặt trận C.702 (Cánh đồng chum - Xiêng Khoảng năm 1972).
Hình thái tổ chức địa bàn quân sự theo mặt trận được duy trì cho đến hết chiến tranh. Tuy nhiên, kể từ sau Hiệp định Paris 1973, quân Mỹ và đồng minh phải rút về nước, các lãnh đạo quân sự Cộng sản đã tái tổ chức lại các lực lượng tác chiến của mình thành những đơn vị chủ lực cơ động mạnh, chuẩn bị cho cuộc chiến sau cùng, chấm dứt chiến tranh và thống nhất đất nước.

## Các chiến trường trọng yếu

### B1
Chiến trường B1 Nam Trung Bộ được thành lập đầu năm 1961, gồm các tỉnh từ Khánh Hòa đến vĩ tuyến 17, do Bộ Tổng tư lệnh Quân đội Nhân dân Việt Nam trực tiếp chỉ đạo. Địa bàn chiến trường B1 tương ứng với địa bàn Quân khu I và Quân khu II của Việt Nam Cộng hòa.
Tháng 5 năm 1964, 3 tỉnh Gia Lai, Kon Tum và Đắc Lắc được tách ra để thành lập B3 (Tây Nguyên). Tháng 4 năm 1966, 2 tỉnh Quảng Trị, Thừa Thiên được tách ra để thành lập B4 (Trị Thiên). Từ đó cho đến hết chiến tranh, chiến trường B1 gồm các tỉnh ven biển miền Trung từ Đà Nẵng vào đến Khánh Hòa.

### B2
Chiến trường B2 Nam Bộ được thành lập đầu năm 1961, gồm các tỉnh từ Ninh Thuận đến Cà Mau, do Bộ Tư lệnh Quân Giải phóng miền Nam Việt Nam chỉ đạo tác chiến. Địa bàn chiến trường B2 tương ứng với địa bàn Quân khu III và Quân khu IV của Việt Nam Cộng hòa.
Là địa bàn các tỉnh miền Đông Nam Bộ (Tây Ninh, Bình Long, Phước Long, Long Khánh, Biên Hoà, Bình Dương). Phía Bắc tiếp giáp B3, phía Tây giáp Cam pu chia, phía Đông tiếp giáp khu 6, phía Đông Nam tiếp giáp T-4 và khu 8. Trên địa bàn này có các khu căn cứ D và R là nơi đóng trụ sở Quân uỷ Miền và Bộ Tư lệnh Miền (Quân giải phóng miền Nam Việt Nam). Đây là phần phía Bắc của địa bàn Vùng chiến thuật III - Quân đoàn III theo cách phân chia địa bàn tác chiến của QLVNCH 

### B3
Chiến trường B3 Tây Nguyên được thành lập giữa năm 1964, gồm các tỉnh Tây Nguyên (trừ Lâm Đồng), tách ra từ B1, do Bộ Tổng tư lệnh Quân đội Nhân dân Việt Nam trực tiếp chỉ đạo. Tư lệnh đầu tiên: Đại tá Nguyễn Chánh, Chính ủy Đại tá Đoàn Khuê. Địa bàn chiến trường B3 tương ứng với địa bàn Cao nguyên của Quân khu II Việt Nam Cộng hòa.
Là mặt trận Tây Nguyên, bao gồm hầu hết Cao nguyên Trung phần (trừ các tỉnh Tuyên Đức (Lâm Đồng) và Phú Bổn). Phía Tây là đường Tây Trường Sơn (đường Hồ Chí Minh) trên đất Lào. Phía Bắc giáp với B5. Phía Nam giáp với B2, phía Đông giáp với Khu 5 và Khu 6. Đây là phần phía Tây của địa bàn Vùng chiến thuật II - Quân đoàn II theo cách phân chia địa bàn tác chiến của QLVNCH.

### B4
Chiến trường B4 Trị - Thiên được thành lập tháng 4 năm 1966, gồm 2 tỉnh Quảng Trị và Thừa Thiên, tách ra từ B1, do Bộ Tổng tư lệnh Quân đội Nhân dân Việt Nam trực tiếp chỉ đạo. Tư lệnh kiêm Chính ủy đầu tiên: Thiếu tướng Lê Chưởng. Địa bàn chiến trường B4 tương ứng với địa bàn Bắc Quân khu I Việt Nam Cộng hòa.

### B5
Chiến trường B5 Bắc Quảng Trị được thành lập tháng 6 năm 1966, địa bàn ở khu vực Đường 9 và Bắc Quảng Trị, tách ra từ B4, do Bộ Tổng tư lệnh Quân đội Nhân dân Việt Nam trực tiếp chỉ đạo. Tư lệnh đầu tiên: Đại tá Vũ Nam Long, Chính ủy Nguyễn Xuân Hoàng. Địa bàn chiến trường B5 tương ứng với địa bàn cực Bắc Quân khu I Việt Nam Cộng hòa.
Là mặt trận Trị Thiên Huế, phía Bắc tiếp giáp khu vực Vĩnh Linh qua sông Bến Hải. Phía Tây có đường chiến lược 12 (nhánh phía Bắc hệ thống đường Hồ Chí Minh). Phía Nam giáp với địa bàn phía Bắc Khu 5 (Quảng Nam-Đà Nẵng). Đây cũng là địa bàn phía Bắc của Vùng chiến thuật I - Quân đoàn I của QLVNCH.

## Các quân khu

### Quân khu 1
Còn gọi là Quân khu miền Đông, mật danh T1, thành lập năm 1961 trên cơ sở Phân liên khu miền Đông thời Kháng chiến chống Pháp, địa bàn gồm các tỉnh miền Đông Nam Bộ, do Bộ Tư lệnh Miền chỉ đạo tác chiến. Tư lệnh đầu tiên: Nguyễn Hữu Xuyến (Tám Kiến Quốc).
Cuối năm 1961, tách Phước Long, hợp với 2 tỉnh Quảng Đức, Lâm Đồng của Quân khu 6 để thành lập Quân khu 10.
Từ tháng 10 năm 1967, giải thể Quân khu 1 để thành lập Khu trọng điểm gồm 7 phân khu (đánh số từ 1 đến 7) và 2 tỉnh trực thuộc Bộ Tư lệnh Miền.

### Quân khu 2
Mật danh T2, thành lập năm 1961 trên cơ sở Khu 8 thời Kháng chiến chống Pháp, địa bàn gồm các tỉnh miền trung Nam bộ: Tân An, Mỹ Tho, Gò Công, Long Xuyên, Châu Đốc, Sa Đéc và Bến Tre, do Bộ Tư lệnh Miền chỉ đạo tác chiến. Tư lệnh đầu tiên: Lê Quốc Sản (Tám Phương), Chính ủy Nguyễn Minh Đường
Đến năm 1974 thì đổi tên hiệu thành Quân khu 8, tồn tại đến cuối năm 1975 thì giải thể.

### Quân khu 3
Mật danh T3, thành lập năm 1961 trên cơ sở Phân liên khu miền Tây thời Kháng chiến chống Pháp, địa bàn gồm các tỉnh Vĩnh Long, Trà Vinh, Cần Thơ, Sóc Trăng (thêm một phần tỉnh Bạc Liêu), Rạch Giá, Cà Mau (gồm một phần tỉnh Bạc Liêu) và Hà Tiên, do Bộ Tư lệnh Miền chỉ đạo tác chiến. Tư lệnh đầu tiên: Nguyễn Thành Thơ (Mười Khẩn), Chính ủy Nguyễn Văn Bé (Tám Tùng).
Đến năm 1974 thì đổi tên hiệu thành Quân khu 9.

### Quân khu 4
Còn gọi là Quân khu Sài Gòn - Gia Định, mật danh T4, thành lập năm 1961 trên cơ sở Đặc khu Sài Gòn - Chợ Lớn thời Kháng chiến chống Pháp, do Bộ Tư lệnh Miền chỉ đạo tác chiến. Tư lệnh đầu tiên: Trần Hải Phụng (Hai Phụng).
Tháng 10 năm 1967, giải thể cùng lúc với Quân khu 1, để thành lập Khu trọng điểm, gồm 7 phân khu, trong đó địa bàn Phân khu 6 là các quân nội thành Sài Gòn. Tái lập cuối năm 1972 với tên gọi cũ.
Năm 1974 đổi tên thành Thành đội Sài Gòn.

### Quân khu 5
Mật danh T5, thành lập năm 1961 trên cơ sở Liên khu 5 thời Kháng chiến chống Pháp, địa bàn các tỉnh Nam Trung Bộ và Tây Nguyên gồm Quảng Trị, Thừa Thiên, Quảng Đà, Quảng Nam, Quảng Ngãi, Bình Định, Phú Yên, Kon Tum, Gia Lai, là mặt trận B1 trên danh nghĩa là thuộc lực lượng Quân giải phóng miền nam Việt Nam, nhưng trên thực tế là do Bộ Tổng tư lệnh Quân đội Nhân dân Việt Nam trực tiếp chỉ đạo tác chiến. Tư lệnh kiêm Chính ủy đầu tiên: Nguyễn Đôn.
Cuối năm 1963, bổ sung thêm địa bàn 2 tỉnh Đắc Lắc và Khánh Hòa từ Quân khu 6.
Tháng 5 năm 1964, tách các tỉnh Tây Nguyên để thành lập B3.
Tháng 4 năm 1966, tách Quảng Trị và Thừa Thiên để thành lập B4 (Quân khu Trị Thiên).

### Quân khu 6
Mật danh T6, thành lập năm 1961 trên cơ sở Liên khu 5 thời Kháng chiến chống Pháp, địa bàn các tỉnh Nam Trung Bộ và Tây Nguyên gồm Khánh Hòa, Ninh Thuận, Bình Thuận, Đắc Lắc, Quảng Đức, Tuyên Đức, Lâm Đồng, do Bộ Tư lệnh Miền chỉ đạo tác chiến. Quyền Tư lệnh đầu tiên: Y Blok Êban.
Cuối năm 1961, tách 2 tỉnh Quảng Đức, Lâm Đồng, hợp với tỉnh Phước Long của Quân khu 1 để thành lập Quân khu 10.
Tháng 10 năm 1963, Quân khu 10 giải thể, nhập lại các tỉnh cũ và chuyển các tỉnh Khánh Hòa, Đắc Lắc cho Quân khu 4.
Năm 1966, lại tách các tỉnh Quảng Đức và Phước Long, hợp với tỉnh Bình Long của Quân khu 7 để tái lập Quân khu 10.
Năm 1971, Khu 10 giải thể, tiếp nhận các tỉnh của Khu 10.

### Quân khu 7
Mật danh T7, thành lập tháng 3 năm 1968 trên cơ sở các Phân khu 4, Phân khu 7 và tỉnh Bà Rịa, do Bộ Tư lệnh Miền chỉ đạo tác chiến. Tháng 4 năm 1971, giải thể. Năm 1972, các phân khu bị giải thể để tái lập Quân khu Sài Gòn - Gia Định và Quân khu miền Đông. Từ năm 1974, đổi tên trở lại thành Quân khu 7.

### Quân khu 10
Mật danh T10, thành lập cuối năm 1961, địa bàn ban đầu gồm 3 tỉnh Phước Long, Lâm Đồng, Quảng Đức, do Bộ Tư lệnh Miền chỉ đạo tác chiến. Tháng 10 năm 1963 giải thể. Đến năm 1966, tái lập với địa bàn 3 tỉnh Quảng Đức, Phước Long, Bình Long. Tháng 4 năm 1971, giải thể.

### Khu trọng điểm
Thành lập tháng 10 năm 1967, với địa bàn là các tỉnh cũ của 2 quân khu miền Đông và Sài Gòn - Gia Định vừa giải thể, tổ chức thành 7 phân khu (đánh số từ 1 đến 7) và 2 tỉnh độc lập Bà Rịa, Tây Ninh trực thuộc Bộ Tư lệnh Miền. Tháng 3 năm 1968, tách các Phân khu 4, Phân khu 7 và tỉnh Bà Rịa để thành lập Quân khu 7. Tháng 4 năm 1971, Quân khu 7 giải thể, tiếp nhận tỉnh Bà Rịa gồm Phân khu 4 sáp nhập và Phân khu 5 (sáp nhập Phân khu 7). Năm 1972 giải thể để tái lập Quân khu miền Đông và Quân khu Sài Gòn - Gia Định.